# Claire Danes
Claire Catherine Danes (sinh ngày 12 tháng 4 năm 1979) là một nữ diễn viên truyền hình, sân khấu và điện ảnh Mỹ. Cô đã xuất hiện trong các vai đa dạng như Angela Chase trong phim truyền hình tuổi teen My So-Called Life (1994), vai Juliet trong Romeo + Juliet (1996) của đạo diễn của Baz Luhrmann, vai Kate Brewster trong Terminator 3: Rise of the Machines, vai Yvaine trong Stardust và Temple Grandin trong phim Temple Grandin của kênh truyền hình HBO. Cô cũng đóng Carrie Mathison trong phim truyền hình Homeland của kênh Showtime. Cô từng giành giải Quả cầu vàng khi tham gia các phim My So-Called Life, Temple Grandin, Homeland.
Vào năm 2012, tạp chí Time đã ghi tên cô 1 trong số 100 người có tầm ảnh hưởng nhất thế giới, và cô đã được trao ngôi sao trên Đại lộ Danh vọng Hollywood vào năm 2015.

## Các phim đã đóng
| Năm  | Tựa đề                             | Vai                    | Ghi chú        |
| ---- | ---------------------------------- | ---------------------- | -------------- |
| 1994 | Little Women                       | Beth March             |                |
| 1995 | How to Make an American Quilt      | Glady Jo Cleary        |                |
| 1995 | Home for the Holidays              | Kitt Larson            |                |
| 1996 | I Love You, I Love You Not         | Daisy/Young Nana       |                |
| 1996 | Romeo + Juliet                     | Juliet Capulet         |                |
| 1996 | To Gillian on Her 37th Birthday    | Rachel Lewis           |                |
| 1997 | Princess Mononoke                  | San                    | Chỉ lồng tiếng |
| 1997 | U Turn                             | Jenny                  |                |
| 1997 | The Rainmaker                      | Kelly Riker            |                |
| 1998 | Les Misérables                     | Cosette                |                |
| 1998 | Polish Wedding                     | Hala                   |                |
| 1999 | The Mod Squad                      | Julie Barnes           |                |
| 1999 | Brokedown Palace                   | Alice Marano           |                |
| 2002 | Igby Goes Down                     | Sookie Sapperstein     |                |
| 2002 | The Hours                          | Julia Vaughn           |                |
| 2003 | It's All About Love                | Elena                  |                |
| 2003 | The Rage In Placid Lake            | Girl at seminar        |                |
| 2003 | Terminator 3: Rise of the Machines | Kate Brewster          |                |
| 2004 | Stage Beauty                       | Maria                  |                |
| 2005 | Shopgirl                           | Mirabelle Buttersfield |                |
| 2005 | The Family Stone                   | Julie Morton           |                |
| 2007 | Evening                            | Young Ann              |                |
| 2007 | Stardust                           | Yvaine                 |                |
| 2007 | The Flock                          | Allison                |                |
| 2009 | Me and Orson Welles                | Sonja Jones            |                |
| 2013 | As Cool as I Am                    | Lainee Diamond         |                |
| 2017 | Brigsby Bear                       | Emily                  |                |
| 2018 | A Kid Like Jake                    | Alex Wheeler           |                |

## Phim truyền hình
| Năm       | Tựa đề                          | Vai             | Ghi chú                                                  |
| --------- | ------------------------------- | --------------- | -------------------------------------------------------- |
| 1992      | Law & Order                     | Tracy Brandt    | Tập: "Skin Deep"                                         |
| 1994      | Lifestories: Families in Crisis | Katie Leiter    | Tập: "More Than Friends: The Coming Out of Heidi Leiter" |
| 1994–1995 | My So-Called Life               | Angela Chase    | Vai chính (19 tập)                                       |
| 1997      | Saturday Night Live             | Host            | Tập: "Claire Danes/Mariah Carey"                         |
| 2010      | Temple Grandin                  | Temple Grandin  | Phim TV                                                  |
| 2011–2020 | Homeland                        | Carrie Mathison | Vai chính                                                |
| 2015      | Master of None                  | Nina Stanton    | Tập: "The Other Man"                                     |
| 2017      | Portlandia                      | Joan            | Tập: "The Storytellers"                                  |
| 2022      | The Essex Serpent               | Cora            | Vai chính                                                |
| TBA       | Fleishman Is in Trouble         | Rachel          | Vai chính                                                |